# Eduard von Fransecky
Eduard Friedrich Karl von Fransecky (16 de noviembre de 1807 - 22 de mayo de 1890) fue un general prusiano quien sirvió en la guerra austro-prusiana y en la guerra franco-prusiana.

## Biografía
Fransecky nació en 1807 en Gedern en una familia de militares. En 1818 entró en la escuela de cadetes prusiana en Potsdam. En 1825 fue comisionado como alférez en el 16.º Regimiento de Infantería estacionado en Düsseldorf. Entre 1843 y 1857 Fransecky sirvió en la División Histórica del Estado Mayor prusiano. Luchó en la guerra contra Dinamarca en 1848, sirviendo en Schleswig.
En 1860 von Fransecky fue asignado a Oldenburgo donde comandó un regimiento de infantería oldenburgués. En noviembre de 1864 fue promovido a mayor-general y más tarde a teniente-general. Se le dio el comando de la 7.ª División estacionada en Magdeburgo. En la guerra austro-prusiana se distinguió en Münchengrätz y en Königgrätz, por la que recibió la Pour le Mérite. Entre 1864 y 1869 von Fransecky sirvió como inspector del ejército de Sajonia.

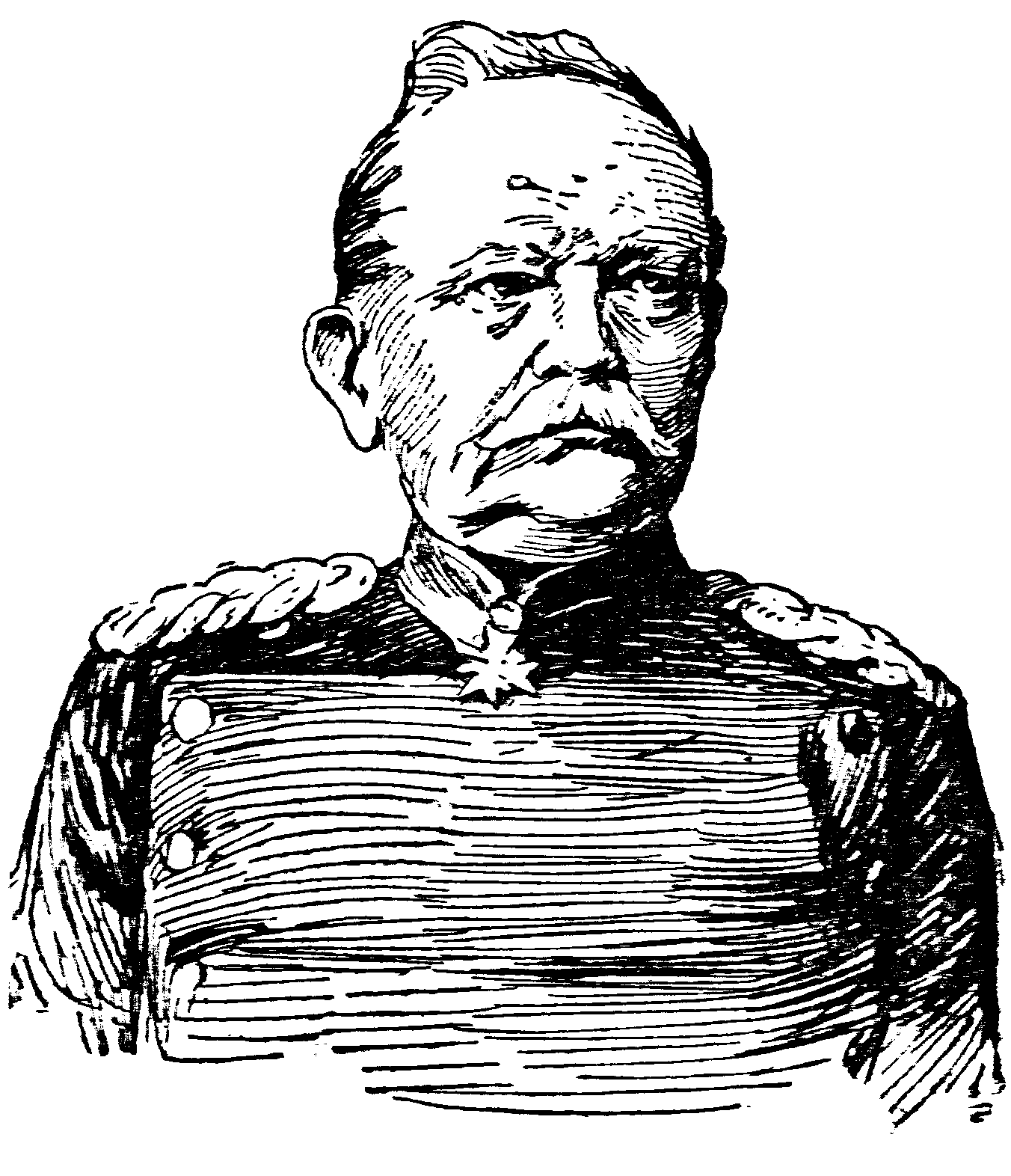
Eduard Friedrich Karl von Fransecky.

En 1870 von Fransecky se convirtió en comandante general del 2.º Cuerpo de Ejército prusiano. Durante la guerra franco-prusiana el 2.º Cuerpo formó parte del 2.º Ejército alemán comandado por el Príncipe Federico Carlos. Fransecky se distinguió en Gravelotte, donde alcanzó el campo de batalla después de 16 horas de marcha forzada. Después de Gravelotte, el 2.º Cuerpo formó parte de las tropas que asediaron Metz. Después de la caída de Metz Fransecky y el 2.º Cuerpo fueron enviados a París. Durante el Sitio de París Fransecky recibió el comando de las tropas entre el Sena y el Marne. El 2 de diciembre de 1870 Ducrot intentó romper el anillo de cerco alemán en Villiers pero el empuje fue detenido por las tropas al mando de Fransecky.
En enero de 1871 el 2.º Cuerpo fue separado del asedio y situado bajo el mando del recién formado Ejército del Sur de Edwin von Manteuffel. A las órdenes de Manteuffel, Fransecky tomó parte en las operaciones en la Côte-d'Or en el Jura contra el "Ejército del Este" (Armée de l'Est) de Bourbaki. Después de que las fuerzas de Bourbaki fueran derrotadas en Pontarlier y obligadas a cruzar la frontera suiza, Fransecky recibió el mando del 14.º Cuerpo en Estrasburgo y condecorado con las Hojas de Roble de su Pour le Mérite el 5 de febrero de 1871.
Después de la guerra le fue otorgada una dotación de 150.000 táleros. En 1879 fue hecho gobernador de Berlín. Renunció como gobernador por motivos de salud en 1882. Eduard von Fransecky murió en 1890 en Wiesbaden.

## Condecoraciones
- Pour le Mérite (20 de septiembre de 1866) con Hojas de Roble añadidas el 5 de febrero de 1871
- Caballero de la Orden del Águila Negra (23 de noviembre de 1882)
- Caballero gran cruz de la Orden del Águila Roja con Hojas de Roble y Espadas
- Gran Cruz de la Orden al Mérito Militar (Wurtemberg)
- Orden al Mérito Militar (Baviera)
- Orden de Alberto (Sajonia)